# King Electric
King Electric ist eine Band aus Wien. Ihr Stil bewegt sich zwischen Indie, Alternative und Pop.

## Geschichte
Hervorgehend aus der Wiener Indie- und Technoszene der 1990er-Jahre starteten Peter Hartwig und Chris Isepp im Sommer 2000 ihre Zusammenarbeit. Gleich die erste Single Summerbreeze (2003) erntete gute Kritiken in der deutschen und englischen Presse und war europaweit in diversen Club- & Radio Charts vertreten. Es folgten weitere Releases bei Top10 Records, sowie verschiedene Remixe und Solo-Projekte, wie Hartwigs elektronische Modular-Arrangements zur Neuvertonung von Franz Schuberts Winterreise (Leise flehen meine Lieder, 2007) und Isepps musikalische Arbeit für diverse Modelabels. 2008 beschlossen die beiden einen musikalischen Stilwechsel.
2009 erscheint die Single Da King, die u. a. auch auf der Sony/FM4 Soundselection 20 vertreten war und in den official Austrian Charts Platz 5 erreichte. Der offizielle Video Clip wurde im Rahmen von Screensessions bei mehreren Filmfestivals, wie Diagonale, Alpine Kurzfilmfestival Nenzing und frameout - digital film festival, präsentiert.
Im Mai 2011 veröffentlichen King Electric eine weitere Single Commit Yourself, die Platz 12 in den österreichischen Indie-Charts erreichte. Die Single hatte als Promo-Import überraschend gutes Airplay in den USA und wurde auf Platz 45 in den official US-Unsigned/Alternative Charts gelistet.
Ende 2012 erschien das Debütalbum King Electric in Österreich, Schweiz und Deutschland.
Im Januar 2013 erreichte die Single Out of Reach Platz 9 der offiziellen Deutschen Trend Charts sowie Platz 94 der Top 100. Im Dezember 2013 wurde der erste Teil der Album Remixes Remixology Vol 1 released, die EP inkludiert Remixes u. a. von Sixtus Preiss, B.Visible und Takafumi Sakurai.

## Diskografie

### Alben
- 2012: King Electric

### Singles
- 2003: Summerbreeze (als Sultans of Swing)
- 2004: (Make) A Little Love (als Sultans of Swing)
- 2005: The Way You Feel Inside (als Sultans of Swing)
- 2009: Da King
- 2011: Commit Yourself
- 2012: Out of Reach - DE # 94, (1 Wo)

### EPs
- 2013: Remixology Vol 1

### Kompilationen
- 2013: Deluxe Version

### Videoclips
- 2009: Da King (Regie: Karin Heide/Mingo TV)
- 2011: Commit Yourself (Regie: Karin Heide/Mingo TV)
- 2012: Out of Reach (Regie: Karin Heide/Mingo TV)